# Урунгач
Урунга́ч (узб. Yuqori Urungach) — озеро в Бостанлыкском районе Ташкентской области Узбекистана, находящееся на территории Угам-Чаткальского национального парка, в 160 километрах от города Ташкента.
Лежит в среднем течении реки Урунгач — притока Пскема — на высоте 1508,7 м над уровнем моря (по другим данным — 1527,8 м). Площадь поверхности озера — 1,51 км² (по другим данным — 0,03 км²). Площадь водосбора — 24,6 км². Минерализация воды — 209 мг/л.
Озеро появилось в ходе запруживания реки Урунгач завалом. На 1922 год фауна озера была представлена только моллюсками, вода была чистая и прозрачная. Глубина оценивалась в десятки метров. Поверхностный сток отсутствовал, вода просачивалась сквозь толщу завала.
Озеро не испытывает сезонного пересыхания воды, сохраняя свою полноту даже в самое знойное лето. Вода озера обладает бирюзовым оттенком.